# Cantó de Castres-Oest
El cantó de Castres-Oest és un cantó francès del departament del Tarn, a la regió d'Occitània. Està enquadrat al districte de Castres i compta amb tres municipis. El cap cantonal és Castres.

## Municipis
- Castres
- Navés
- Sais

## Història
| Data d'elecció                           | Identitat          | Partit | Qualitat |
| ---------------------------------------- | ------------------ | ------ | -------- |
| 1998-2001                                | Philippe Guérineau | PS     |          |
| 2001-2008                                | Jean-Pierre Antoni | RPR    |          |
| 2008-                                    | Louis Cazals       | PS     |          |
| les dades anteriors no són pas conegudes |                    |        |          |
|                                          |                    |        |          |